# Knez (priimek)
Knez je 33. najbolj pogost priimek v Sloveniji, ki ga je po podatkih Statističnega urada Republike Slovenije na dan 1. januarja 2022 uporabljalo 2.186 oseb. Največ soeb s tem priimkom (569), jih živi v savinjski statistični regiji.

## Znani nosilci priimka
- Anton Knez (1856–1892), trgovec
- Blaž Knez (1928–2007), tekstilni tehnolog v Zagrebu
- Blaž Knez, vedeževalec Blaž
- Bojana Knez, športna novinarka
- Darko Knez (* 1966), etnolog, muzealec
- David Knez, arhivist
- Dejan Knez (A. D. Knez) (* 1961), večmedijski umetnik, ustanovitelj Laibacha
- Franc (Franček) Knez (1955–2017), alpinist
- Ida Knez Račič (1960—2025), geografinja, bibliotekarka, bibliografka
- Ivan Knez (1853–1926), trgovec
- Ivica Knez, javna oseba
- Janez Knez (1931–2011), slikar, grafik
- Janez Mišo Knez (* 1955), slikar, likovni umetnik
- Jasna Knez (* 1949), plesalka in koreografinja
- Jon Knez (*1996), zgodovinar, novinar, javna oseba
- Jože Knez (1925–1995), gospodarstvenik, politik
- Jožica Knez Riedl (* 1947), ekonomistka, prof.
- Jure Knez (* 1974), tehnološki inovator in podjetnik
- Jure Knez, zdravnik ginekolog, prof. MF
- Jure Knez (* 1995), saksofonist
- Jurij Knez (neznano–1621), pevec in skladatelj
- Leo Knez (1902–1980), strokovnjak za varilstvo, izumitelj
- Ludvik Knez (* 1929), motokrosist, pevec
- Maja Knez (* 1992), alpska smučarka
- Marija Knez Bergant (1934–2022), kineziologinja, knjižničarka
- Marjan Knez, narodno-zabavni glasbenik
- Martin Knez (* 1964), geolog, krasoslovec, speleolog
- Maša Knez Hrnčič, kemičarka
- Maša Kagao Knez (* 1978), koreografinja, plesalka, gledališka ustvarjalka in pedagoginja
- Matjaž Knez (* 1960), gradbenik, gospodarstvenik
- Mihaela Knez, jezikoslovka, Center za slovenščino kot drugi in tuji jezik
- Miran (Frančišek) Knez (1928–2011), bibliofil, antikvar
- Mirel Knez (* 1972), igralka in dramatičarka
- Nenad Knežević - Knez (* 1967), črnogosko-srbski pevec
- Neža Knez (* 1990), kiparka, konceptualna umetnica
- Rajko Knez (* 1969), pravnik, univ. prof., ustavni sodnik
- Rihard Knez (1919–1993), pravnik, vrhovni sodnik
- Rudi Knez (1944–2022), hokejist
- Smiljana Knez (* 1962),  diplomatka
- Tadej Žagar-Knez (*1991), nogometaš
- Tone Knez (1930–1993), arheolog
- Vladimir Knez (1897–1978), vodogradbeni inženir
- Zdenko Knez (1903–1993), ekonomist, strokovnjak za računovodstvo in prevajalec
- Željko Knez (* 1954), kemik/kemijski tehnolog, univ. profesor, član SAZU